# Walter NZ-60

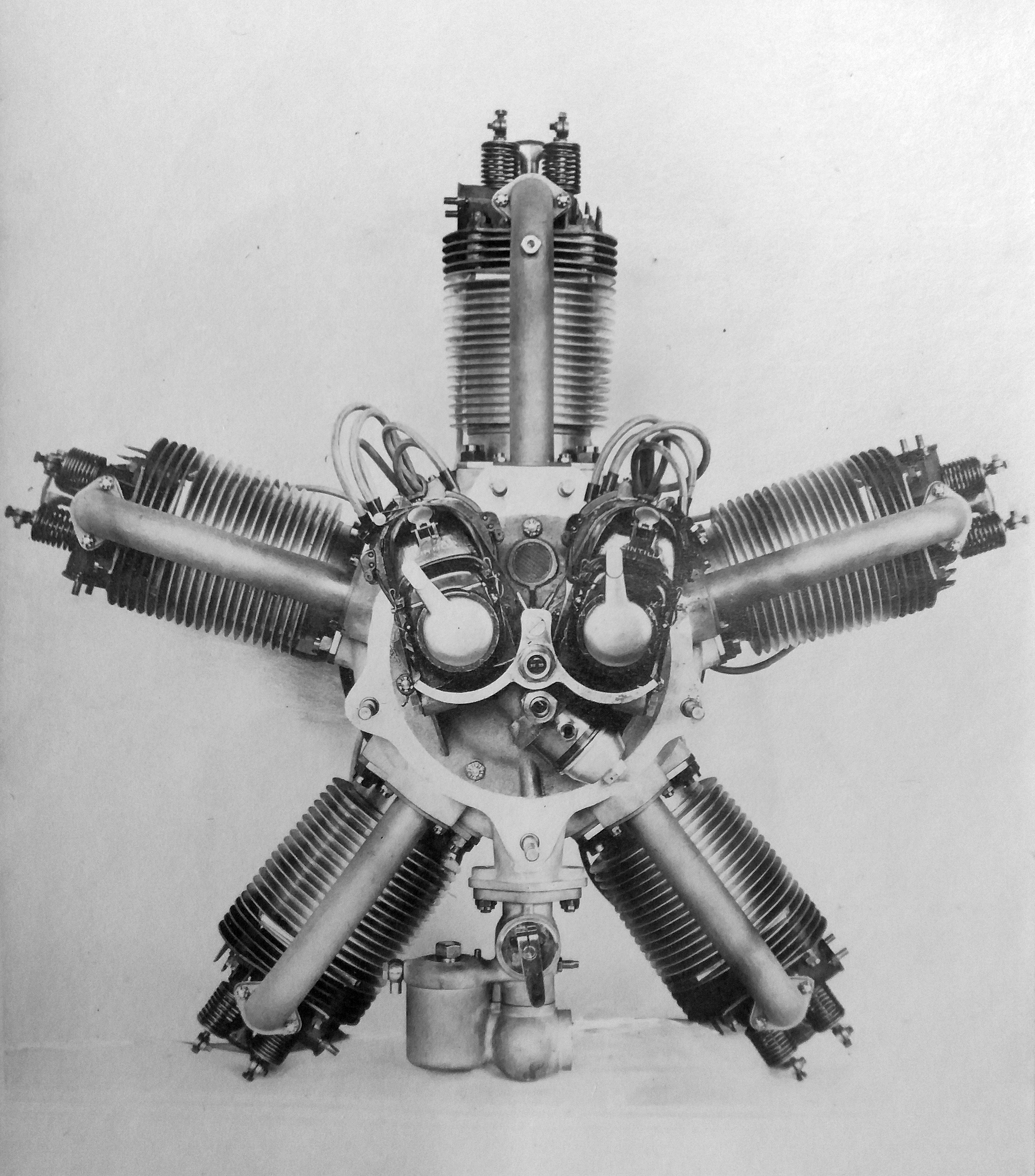
Walter NZ-60 (1923-1930) zadní pohled

Walter NZ-60 byl vzduchem chlazený hvězdicový pětiválcový letecký motor vyráběný ve společnosti Walter (Akciová továrna automobilů Josef Walter a spol., Praha - Jinonice), první letecký motor české konstrukce a první československý letecký motor vyrobený po první světové válce. Walter NZ-60 byl nejen na svou dobu pokrokově řešený lehký motor, ale přišel i v době, kdy československé i zahraniční letecké továrny rozbíhaly vývoj a výrobu nových sportovních a cvičných letadel. Motor NZ 60 se tehdy zcela mimořádně osvědčil a uplatnil jak doma, tak v zahraničí.

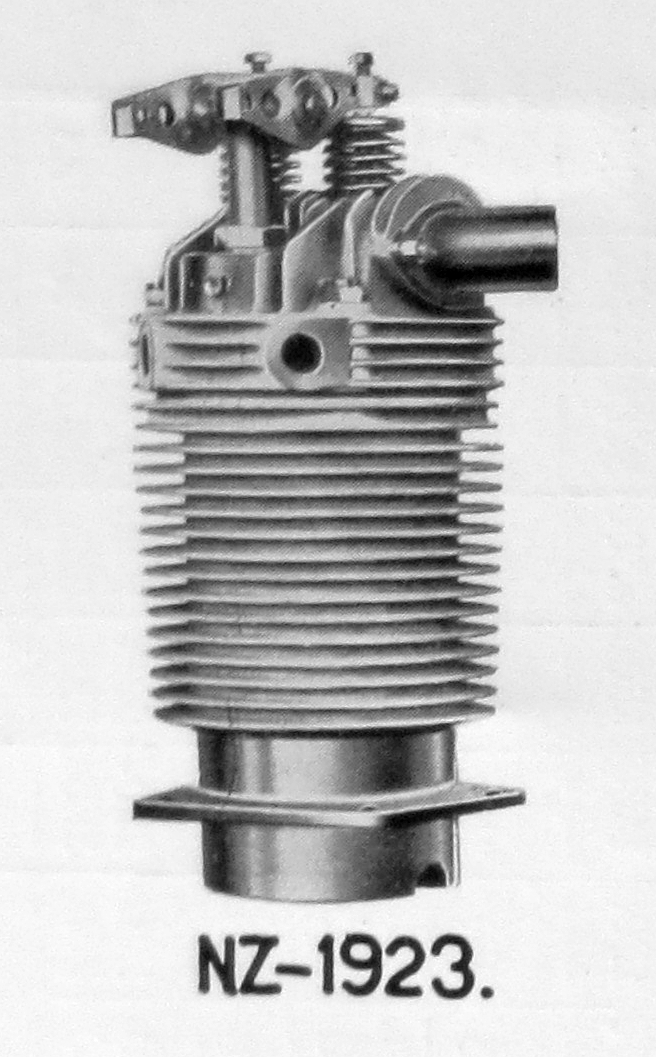
Walter NZ-60 (detail válce)

## Historie výroby leteckých motorů Walter
Základ společnosti Walter je v malé dílně smíchovského podnikatele a pozdějšího konstruktéra Josefa Waltera. Od roku 1898 opravoval váhy a jízdní kola, postupně je začal i sám vyrábět. První významným počinem byla výroba motorového kola v roce 1903, později vyráběl motocykly a motorové tříkolky. Vrcholem období před I. světovou válkou je výroba automobilů označených jako W-III, W-II a W-I. V roce 1911 zakládá společnost s ručením omezeným Josef Walter a spol. Po válce přichází s novými automobily řady Walter WZ konstruktéra ing. Josefa Zubatého (Walter - Zubatý). Od 29. června 1919 se z původní společnosti J. Walter a spol., spol. s r.o. Josefa Waltera stává Akciová továrna automobilů J. Walter a spol., Praha-Jinonice. Její zakladatel Josef Walter však po neshodách s dalším členy vedení společnosti z jinonické továrny počátkem roku 1922 odchází. Otěže vedení přebírá Vítězslav Kumpera (jeden z podílníků při založení původní společnosti v roce 1911), který později přivádí i své dva syny Antonína a Vítězslava. Jeden z možných důvodů odchodu Josefa Waltera je i změna výrobního programu, kdy vedle automobilů se začíná připravovat výroba leteckých motorů. Továrna Walter v roce 1923 zahájila výrobu leteckých motorů. První dva typy byly licence řadových šestiválců BMW III a BMW IV, které byly vyráběny pod označením Walter W-III (1923) a Walter W-IV (1923-1928). Současně s výrobou licenčních motorů byl připravován do výroby hvězdicový pětiválec vlastní konstrukce.
Impulzem pro konstrukci tohoto motoru bylo dlouholeté přátelství ing. Jana Nováka a ing. Antona O. Zeithammera (1881-1930). Oba se sešli v roce 1908 v nově založené "Pražské továrně na automobily" (Praga, 1907). Přestože se jejich cesty po dvou letech rozešly, zůstávali v kontaktu. Ing. Novák zůstal v továrně Praga a ing. Zeithammer odešel do Německa, k berlínské továrně Siemens & Halske. Tam se v roce 1919 stal vedoucím konstrukčního oddělení a v roce 1922 již jako šéfkonstruktér navrhl a vytvořil řadu lehkých hvězdicových motorů označených jako Sh 4, Sh 5 a Sh 6. Po roce 1919 byla však výroba jakýchkoliv letadlových motorů v Německu versailleskou smlouvou zakázána. Snad i proto část jejich dokumentace nabídl svému příteli ing. Novákovi, který právě v tom období uvažoval o nabídce Josefa Waltera, aby přešel do jeho podniku a zorganizoval v něm podle svých zkušeností sériovou výrobu osobních automobilů. K přechodu ing. Nováka do Jinonic skutečně došlo v roce 1922, ironií osudu však Josef Walter už v továrně Walter nebyl (odešel v lednu 1922). Ing. Novák se stal vrchním technickým ředitelem a společně s ing. B. Trnkou a ing. Matoušem (vedoucí konstrukční kanceláře) vypracovali projekt vlastního hvězdicového motoru. Z návrhu ing. Zeithammera ponechali beze změny klikový mechanismus, ale skříně, ventilové rozvody a příslušenství řešili obdobně jako tehdejší francouzský motor Salmson. Pro spoluautora tohoto motoru NZ-60 ing. Zeithammera asi bylo jedinou odměnou písmeno "Z" v označení první řady hvězdicových motorů Walter a procítěná slova uznání v nekrologu, který po jeho smrti v roce 1930 uveřejnil v časopise Letectví jeho přítel ing. Jan Novák.

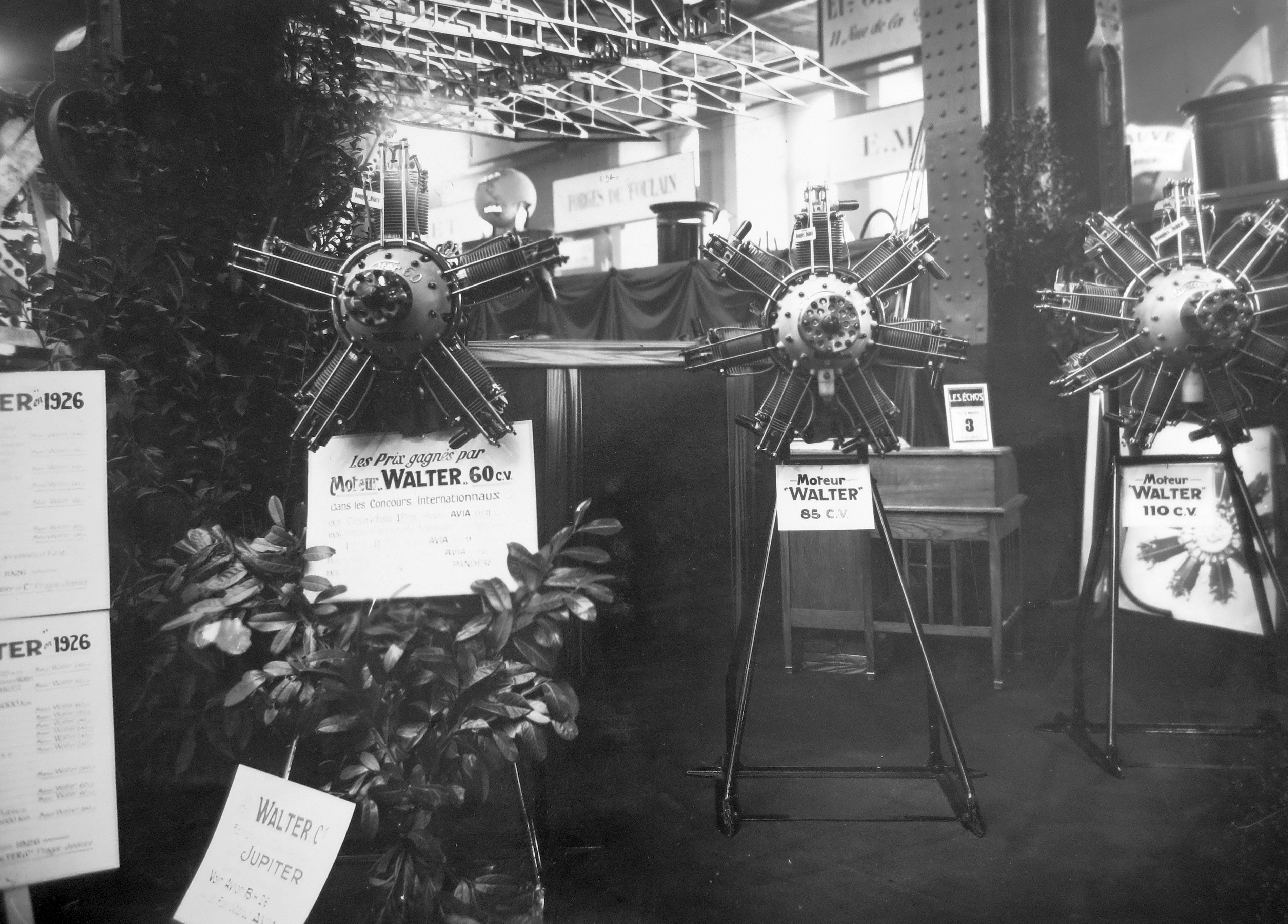
Walter NZ-60 na stánku Walter (Aerosalon Paříž 1926)

## Vznik a vývoj
Práce na konstrukci a výrobě motoru NZ-60 začaly začátkem roku 1923, kdy byly objednány první modely skříní motoru ve vlastní modelárně. První motor byl spuštěn na brzdě 26. června 1923. V srpnu roku 1923 (27. a 28. srpna NZ 60 v.č. 2 a 29. srpna NZ 60 v.č. 1) byly dokončeny úřední zkoušky stohodinovou homologační zkouškou. Byl určen k pohonu sportovních letadel, ve své době patřil k nejúspěšnějším konstrukcím ve své výkonové kategorii a je spojen s mnoha úspěchy sportovních dolnokřídlých jednoplošníků Avia – jména firmy Avia, konstruktérů Ing. Pavla Beneše a Ing. Miroslava Hajna spolu s pilotem JUDr. Zdeňkem Lhotou se proslavila doma i za hranicemi právě i díky motorům NZ.
Vývoj našich sportovních a lehkých cvičných letounů byl v té době komplikován nedostatkem vhodných pohonných jednotek, takže firma Walter se svým NZ-60, poměrně lehkým, úsporným a spolehlivým motorem, přišla na trh v pravý čas. Výsledkem byla na svoji dobu poměrně vysoká výroba, celkem bylo postaveno 188 motorů NZ-60, které se uplatnily jak na domácím trhu, tak i v zahraničí.
NZ-60 se stal základem k dalšímu vývoji. Krátce před ukončením výroby by modernizován zvýšením výkonu (nominální výkon 70 k, nom. otáčky 1600 ot/min) a byl označen jako Walter NZ-70 (1929). Koncepce tohoto pětiválce byla dále rozvíjena a výsledkem byly sedmiválec Walter NZ-85 (později NZ-90) a devítiválec Walter NZ-120 (později NZ-130). Všechny tyto hvězdicové motory měly vrtání a zdvih 105×120 mm. Ucelená řada motorů s tímto počtem a uspořádáním válců, s tímto vrtáním a zdvihem měla v následujících letech pokračování. Na tento typ Walter NZ-60 resp. NZ-70 navázal pětiválcový motor Walter Vega (1929). Tímto typem Walter Vega však končí historie výroby pětiválcových hvězdicových motorů Walter s vrtáním válců 105 mm.
Motor pro lehká letadla Walter NZ-60 je vystaven v dopravní hale Národního technického muzea v Praze, další motor výr. č. 56 je součástí expozice v leteckém muzeu Kbely a rovněž je NZ-60 vystaven v Technickém muzeu v Brně. Podle údajů výrobce bylo vyrobeno 188 motorů NZ-60, podle jiného zdroje jich bylo 200.

## Popis motoru
Walter NZ-60 byl zkonstruován za využití konstrukce klikového mechanismu s hlavní ojnicí uloženou na válečkových ložiskách, který byl používán u hvězdicových motorů Siemens (nevýhodou byly poměrně značné rozměry a hmotnost hlavní ojnice, ovšem u konstrukcí motorů které pracovaly při poměrně nízkých otáčkách se ještě neprojevovaly nevýhody této koncepce, ty se začaly projevovat spíše až u motorů Walter Castor). Tuto konstrukci pro NZ-60 připravil Ing. A.O. Zeithammer, pracující jako šéfkonstruktér u firmy Siemens & Halske a společně s technickým ředitelem továrny J. Walter & spol. ing. Janem Novákem motor zkonstruovali (proto označení NZ - Novák-Zeithammer).
Motor měl rovnoběžné ventily a litinové hlavy. Válce byly ocelové a chladicí žebra válců z hliníku. Hlavy válců ze šedé litiny byly snímatelné. Válce byly k hliníkové motorové skříni přišroubovány přes přírubu 4 šrouby. Zalomený hřídel z chromniklové oceli byl dvoudílný a na obou stranách byl uložen v kuličkových ložiscích, která eliminovala axiální tlaky. Přední konec hřídele končil kuželovým nástavcem pro upevnění vrtule, zadní konec hřídele poháněl olejové čerpadlo, magneta a otáčkoměr. I hlavní ojnice byla z chromniklové oceli s kruhovým průřezem uložena v kuličkových ložiscích a nesla čepy pro 4 vedlejší ojnice. Písty z hliníkové slitiny měly zalitá pouzdra pro pístní čepy a každý měl 3 těsnicí kroužky. Pístní čepy byly duté a byly uloženy volně jak v pístu, tak i ojnici.
Rozvod OHV byl řízen vačkovým kotoučem, s jedním sacím a jedním výfukovým ventilem na válec a tlakovým oběžným mazáním se suchou klikovou skříní. Motor poháněl přímo pravotočivou vrtuli. Trojválcová olejová pumpa měla dva válce pro tlačný i jeden válec pro sací účinek. Původní zapalování Siemens & Halske F5, se kterým byla odjeta homologační zkouška, bylo v roce 1924 nahrazeno dvěma magnety Scintilla HP5.

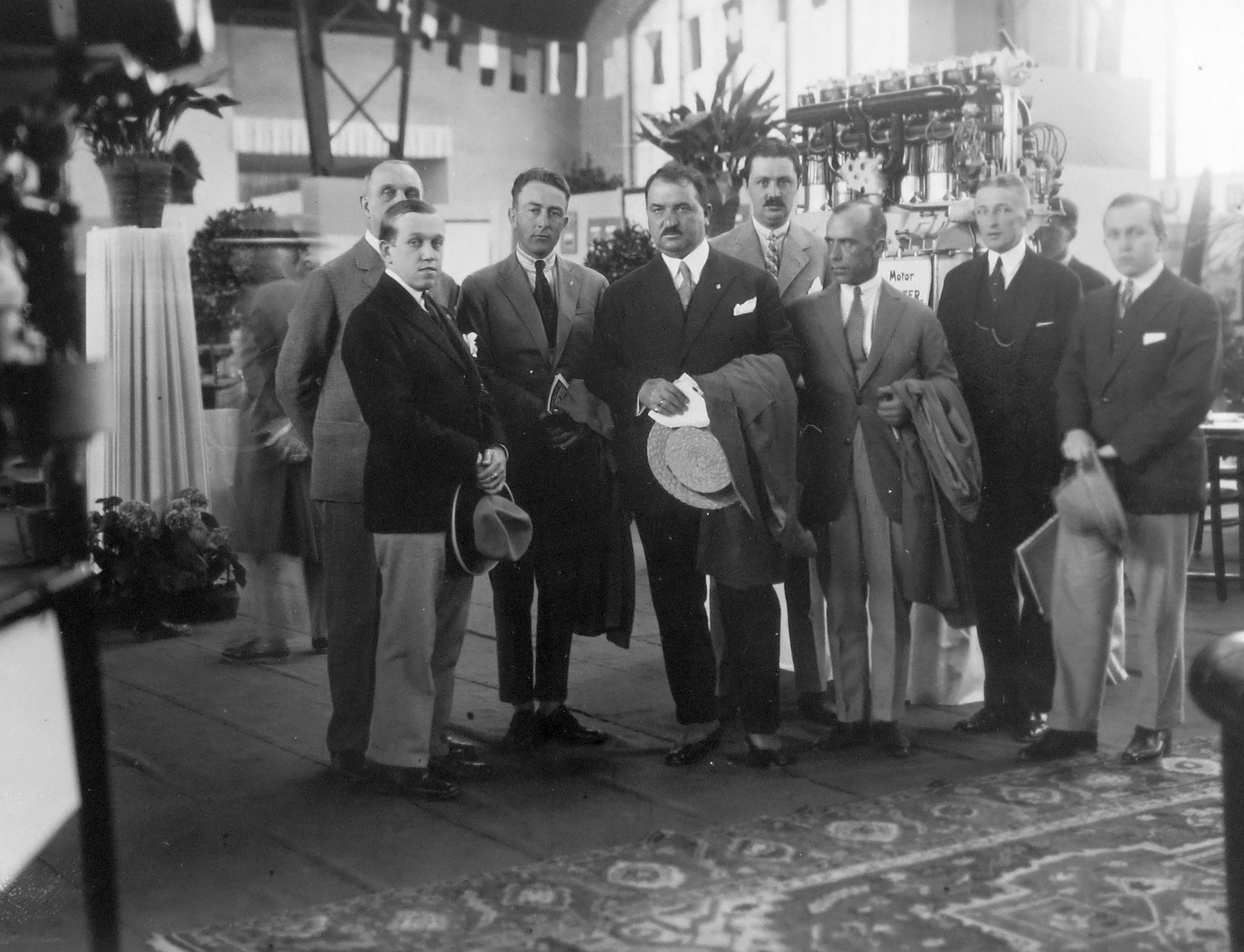
Antonín Kumpera (nejmenší zleva) s delegací Bulharska na stánku Walter při pražské letecké výstavě (1927). Výsledkem těchto jednání byly dodávky motorů Walter NZ-60 a později Walter Vega

Koncepce hvězdicového motoru byla dána především snahou po dosažení co nejnižší hmotnosti (motor má krátkou a tedy i lehkou klikovou skříň i klikový hřídel) a dobrého chlazení válců vzduchem. U později velmi rozšířených vzduchem chlazených řadových a ještě později řadových invertních motorů, jejichž výrobou se „Waltrovka“ či britská firma de Havilland proslavily, potom byly problémy právě s chlazením válců — přední byly přechlazené a zadní naopak příliš horké, takže zprvu byla dávána přednost jen čtyřválcům a řadové invertní vzduchem chlazené šestiválce se ve větším měřítku prosadily až po konci II. světové války. Z této kategorie lze zmínit např. motor Walter Minor 6-III.

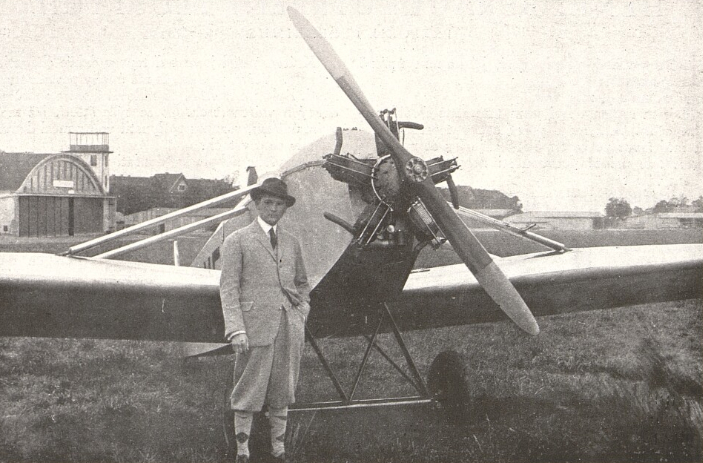
Zdeněk Lhota s Avia ВH-9 před letem do Říma (1925)

## Použití
Motor mj. poháněl letouny Letov Š-18 a slavné „Bosky“ Avia BH-5, BH-9, BH-10 a BH-11. V zahraničí byl tento motor velice úspěšný. Poháněl mimo jiné "evropská" letadla: Albert A-20, A-60 a A-110 (Francie), Focke-Wulf S24a Kiebitz (Německo), Hopfner HS-5/28 (Rakousko), Pander EC60 (Nizozemí), DUS-III Ptapta a PWS-3 (Polsko), ANBO II a ANBO III (Litva) a sovětská: Gracianskij Omega, Gribovskij G-8, Gribovskij G-10, Jakovlev AIR-3, Jakovlev AIR-4, Kalinin K-9, Koroljov SK-4, Vinogradov Igrado-3 (Sovětský svaz) atd. Motor NZ-60 se rozšířil po celé Evropě, stavěl se v licenci v Bulharsku (pro letoun DAR-1), byl oblíbeným motorem i amatérských stavitelů a poháněl například i první motorový letoun slavného konstruktéra sovětských kosmických raket Sergeje Koroljova SK-4. V časopisech i filmových žurnálech byly dokumentovány výkony československých pilotů na strojích s motory Walter NZ - JUDr. Zdeněk Lhota, poručík Josef Jíra, Václav Bican, hrabě O.F. Kinský, kpt. Josef Hamšík a další.
S tímto motorem bylo dosaženo řady úspěchů v dálkových letech, ve vytváření národních rekordů i při mezinárodních leteckých soutěžích. Zasloužil se o ně především letec JUDr. Zdeněk Lhota. Ve dnech 30.6-1.7.1923 na letounu Avia BH-5 vyhrál mezinárodní závod turistických letadel Pohár belgického krále v Bruselu a 17.6.1923 rychlostní závod o Cenu prezidenta republiky na letišti ve Kbelích. V roce 1924 na letounu Avia BH-9 ustanovil čs. národní rekordy "Rychlost na 1000 km" a „Rekord na vzdálenost“, když 13. května uletěl 1200 km za 9:46:47,2 h, s letounem Avia BH-11 vykonal 1.-3. srpna dálkový let Praha – Brusel – Paříž – Londýn – Paříž – Praha s prvním čs. přeletem kanálu La Manche (1800 km), zvítězil na Avia BH-9 v kategorii sportovních letadel do 100 HP 7. září v závodě o putovní "Cenu prezidenta republiky", 10.-11. listopadu přeletěl s letounem Avia BH-10 z Prahy přes Vídeň, Budapešť a Nový Sad do Bělehradu (1700 km) atd.

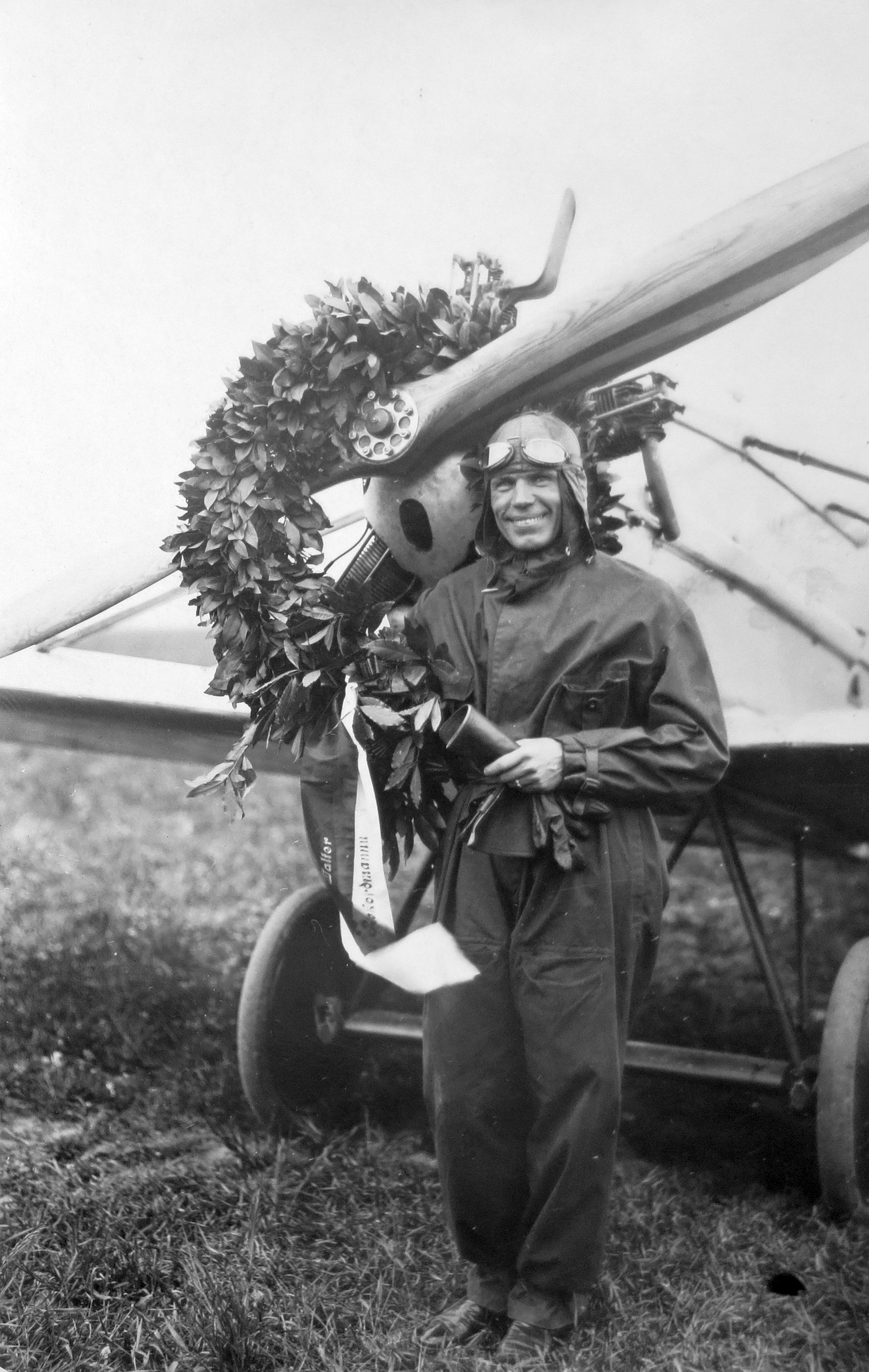
Walter NZ-60 a Avia BH-11B - A. Vicherek (světový rekord na okruhu, 6.-7.6.1928)

Dr. Lhota vykonal 16.-17. května 1925 propagační let ministerstva veřejných prací s letounem Avia BH-9 na trase Praha - Řím - Praha. V Závodě o cenu presidenta republiky 20. září v kategorii letadel A s motory do 100 HP piloti kpt. Hamšík, rtm. Janhuber a rtm. Bartoš (všichni na Avia BH-10) obsadili v tomto pořadí prvá tři místa. Tovární šéfpilot Avie Karel (Karl) Fritsch na BH-11E (L-BONH) zvítězil v mezinárodním závodě Coppa d'Italia 12.-19. listopadu 1925. Ten se odehrál na trati dlouhé 325 km v trojúhelníku Centocello - Ciampino - Montecello. Závodu přihlížel italský král Viktor Emanuel III. a italský ministerský předseda Benito Mussolini. Druhý den probíhaly zkoušky měření spotřeby paliva a oleje a v závěrečný den byly zkoušeny maximální a minimální rychlost letu (max. 70 km/h). Po vyhodnocení výsledků byl vyhlášen vítězem Karel Fritsch a dosáhl tak pro továrnu Avia velmi cenného mezinárodního úspěchu.
Na mezinárodním závodu turistických letadel v Orly 15.8.1926 dvě letadla Avia BH-11 pilotovaná Karlem Fritschem a JUDr. Zdeňkem Lhotou získala obě první ceny. Dne 31.8.1926 vykonal dálkový let 1800 km bez mezipřistání na trase Praha - Paříž - Praha J. Jíra na Avii BH-9 v čase 13:40 h. Na Coppa d'Italia 14.10.1926 opět zvítězil letoun Avia BH-11 (L-BONI) s motorem Walter NZ-60. Tentokráte jej však pilotoval Václav Bican. Na letounu Avia BH-9 vytvořil 26.7.1927 světový rekord v kategorii dvoumístných letounů do 400 kg na vzdálenost (600 km) s návratem na místo startu škpt. Václav Vlček s kpt. V. Charouskem a 8.12.1927 v téže kategorii a se stejným letounem opět V. Vlček s por. B. Chrastinou, kdy uletěli 1303,546 km. V kategorii jednomístných letounů s hmotností 200–350 kg vytvořil světový rekord kpt. J. Hamšík na letounu Avia BH-10, když 26.7.1927 uletěl 1400 km s návratem na místo startu (průměrnou rychlostí 132 km/h za 10 a půl hodiny), a 9. září 1927 na vzdálenost v přímé linii Praha - Reval (1228 km) opět J. Hamšík na Avii BH-10. Na Avii BH-11b vytvořil 8.12.1927 světový rekord na vzdálenost s návratem na místo startu kpt. Vl. Černý, když uletěl 1740,728 km. Tyto mezinárodní úspěchy byly velkou podporou pro exportní snahy jinonické továrny.
V následujících letech podobné úspěchy pokračovaly. Z nich je nutno jmenovat alespoň světový rekord letce majora, Aloise Vicherka na letounu Avia BH-11b, který vytvořil 6.-7. června 1928 v kategorii lehkých, jednosedadlových letadel hmotnosti 200–350 kg na okruhu. Vicherek vytvořil světový rekord na vzdálenost v lomené linii na trati 2500 km a současně vytvořil národní rekord vytrvalostní. Celý let trval 20 h, 1 minuta a 10 vteřin. O měsíc později (11. července) vytvořili další světový rekord škpt. I. Heřmanský se spolucestujícím ppor. v zál. ing. A. Macháčkem v kategorii dvoumístných letounů do 400 kg na uzavřeném okruhu. Uletěli 1500 km za necelých 11 hodin průměrnou rychlostí přes 140 km/h. Světový rekord na vzdálenost v přímé linii vytvořil Alois Vicherek, když 5. října 1928 na letounu Avia BH-11b s motorem Walter NZ-60 uletěl 2011 km na trase Praha - Bědnoděmjanovsk v Penzenské oblasti (nyní Spassk).

## Použití v letadlech
- Albert A-110 (Francie)[26]
- Albert A-20
- Albert A-60
- ANBO II (Litva)[27]
- Avia BH-5
- Avia BH-9
- Avia BH-10
- Avia BH-11
- Avia BH-12
- Avia BH-20
- DAR-1 Peperuda (Bulharsko)[28]
- DUS-III Ptapta
- Focke-Wulf S 24 (Německo)[29]
- Gracianskij Omega (Sovětský svaz)
- Gribovskij G-8 (Sovětský svaz)[30]
- Gribovskij G-10 (Sovětský svaz)
- Guritzer van Nes A.III (Rakousko)[31]
- Hopfner HS-5/28 (Rakousko)[29]
- Jakovlev AIR-3 (Sovětský svaz)[30]
- Jakovlev AIR-4 (Sovětský svaz)
- Kalinin K-9 (Sovětský svaz)[27]
- Koroljov SK-4 (Sovětský svaz)
- Lonek L-8 Ginette[32]
- Letov Š-18
- Orta-Saint Hubert G.1 (Belgie)
- Pander E (Nizozemí)[29]
- PWS-3 (Polsko)[29]
- Vinogradov Igrado-3 (Sovětský svaz)

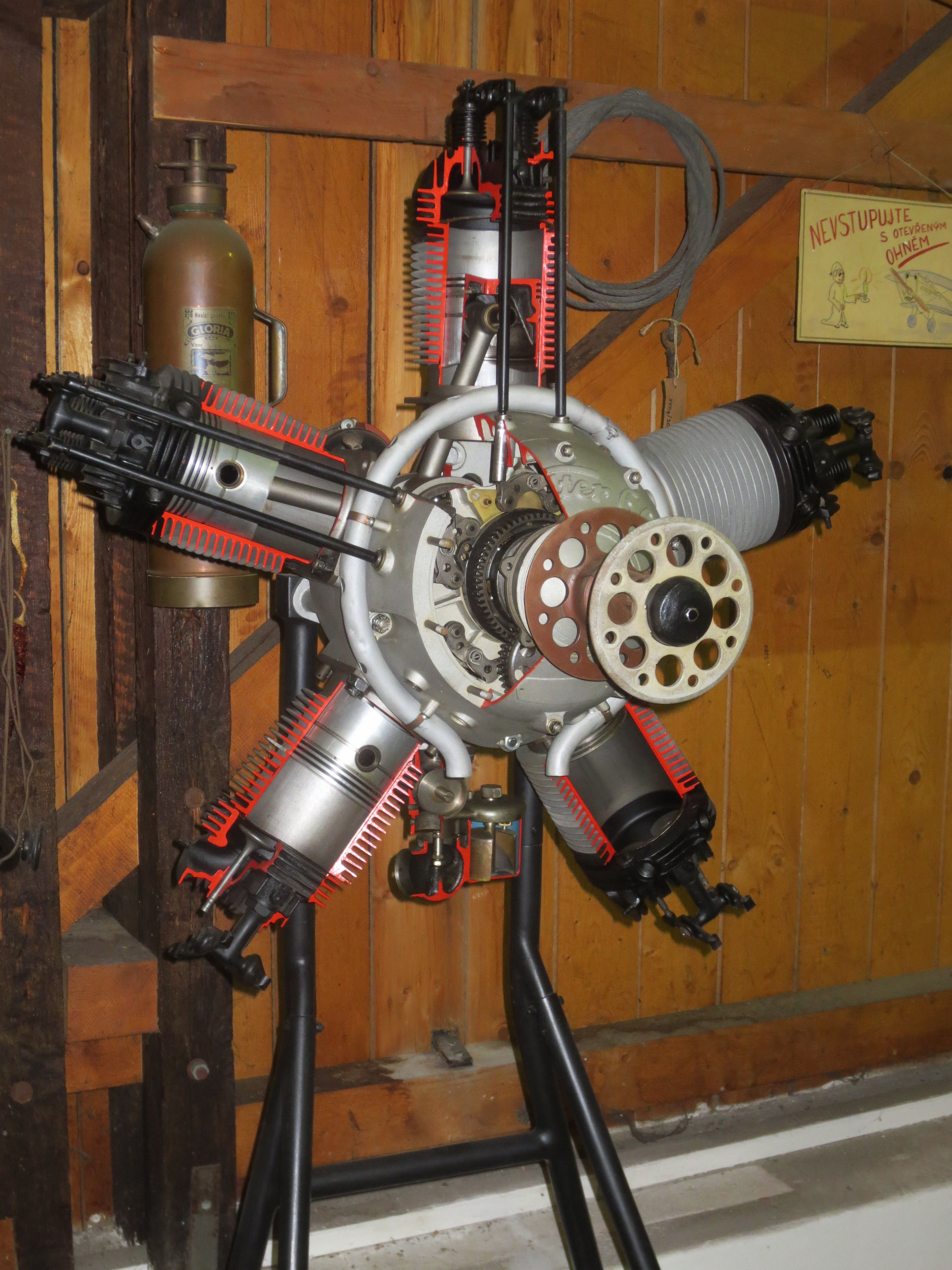
Walter NZ-60 v řezu, Letecké muzeum Kbely 2019

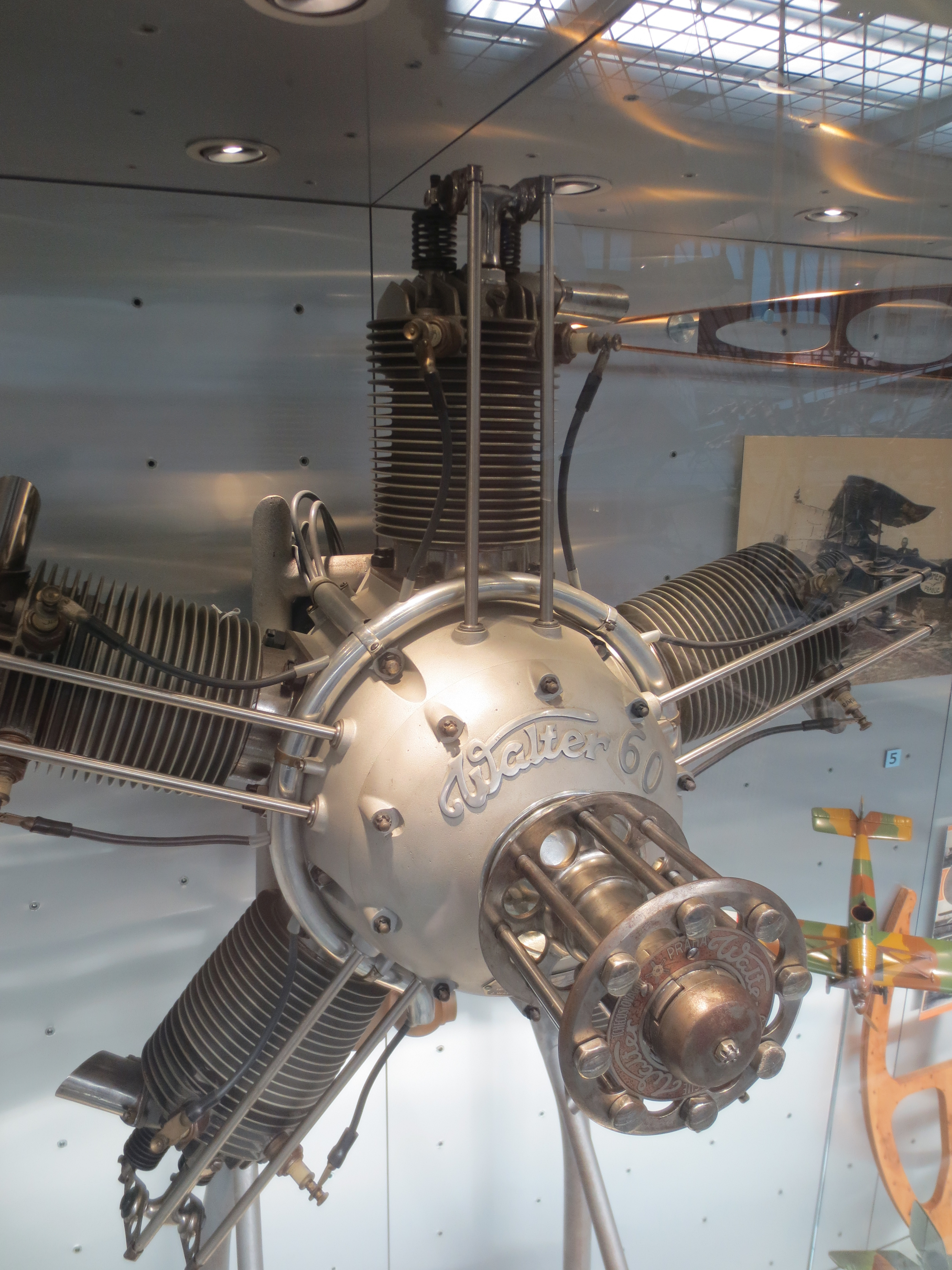
Walter NZ-60 (1923-1930), Národní technické muzeum 2020

## Specifikace
Data dle

### Technické údaje
- Typ: Čtyřdobý zážehový vzduchem chlazený hvězdicový letecký pětiválec s rozvodem OHV
- Vrtání válce: 105 mm
- Zdvih pístu: 120 mm
- Celková plocha pístů: 433 cm²
- Zdvihový objem motoru: 5195 cm³
- Hmotnost suchého motoru: 103 kg

### Součásti
- Rozvod: OHV, dvouventilový
- Karburátor: Zénith 48 K, od r. 1924 vertikální Solex[33]
- Zapalování: Siemens & Halske F5, od r. 1924 2x Scintilla HP5[33]
- Mazání: tlakové oběžné, se suchou klikovou skříní
- Pohon: dvoulistá dřevěná vrtule
- Chlazení: vzduchové

### Výkony
- Výkony:
  - maximální, vzletový: 75 k (55 kW) při 1750 ot/min
  - nominální, jmenovitý: 60 k (44 kW) při 1400 ot/min
- Kompresní poměr: 4,48:1
- Spotřeba paliva: 230 g·h−1·k−1 / 313 g·h−1·kW−1
- Spotřeba oleje: 16 g·h−1·k−1 / 22 g·h−1·kW−1

## Galerie

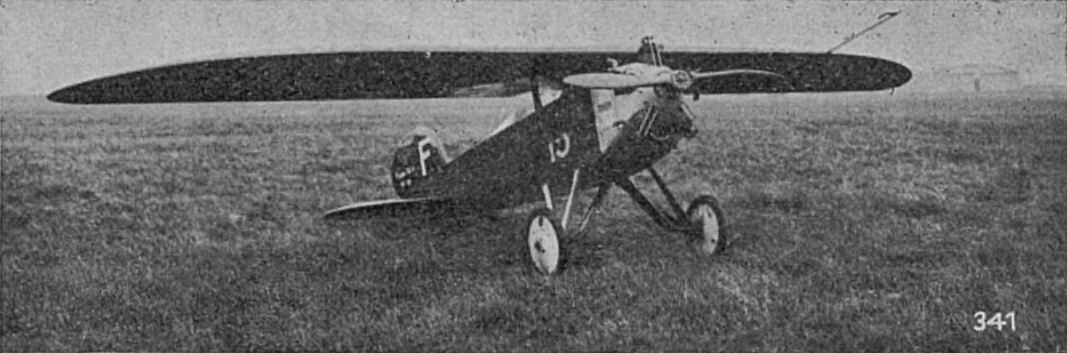
Albert A-110 s motorem Walter NZ-60 (výr. č. 15)
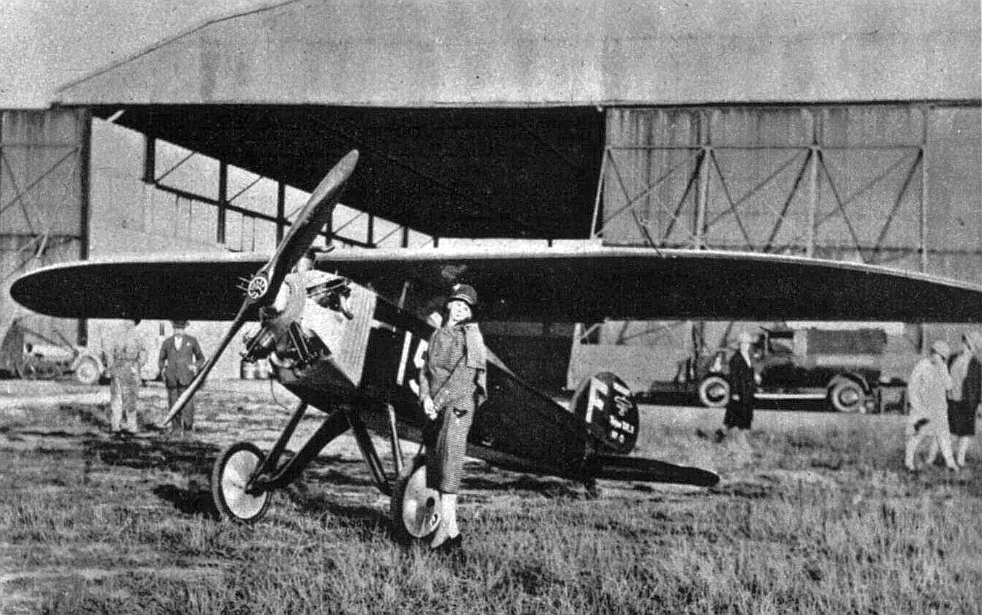
Albert A-110, anglická pilotka Miss Label Boll na letišti Le Bourget (Pestrý týden 1929)
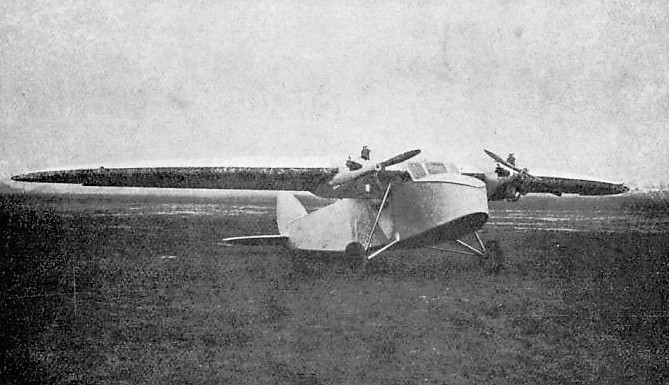
Albert A-20 (1929, Aéronautique 1931)
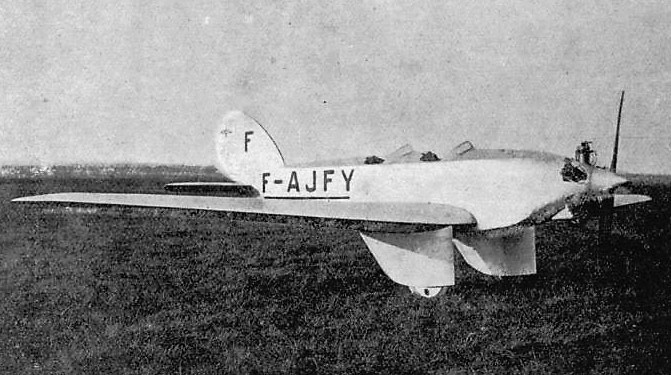
Albert A-60 (1929, Aéronautique 1931)
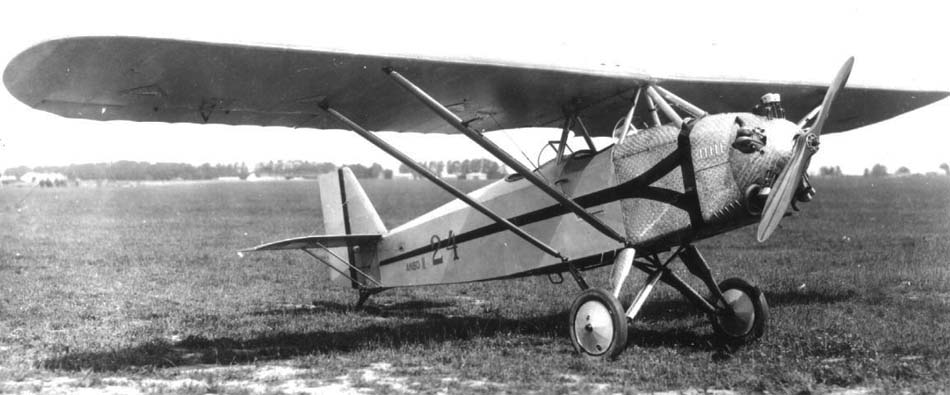
ANBO II (1927)
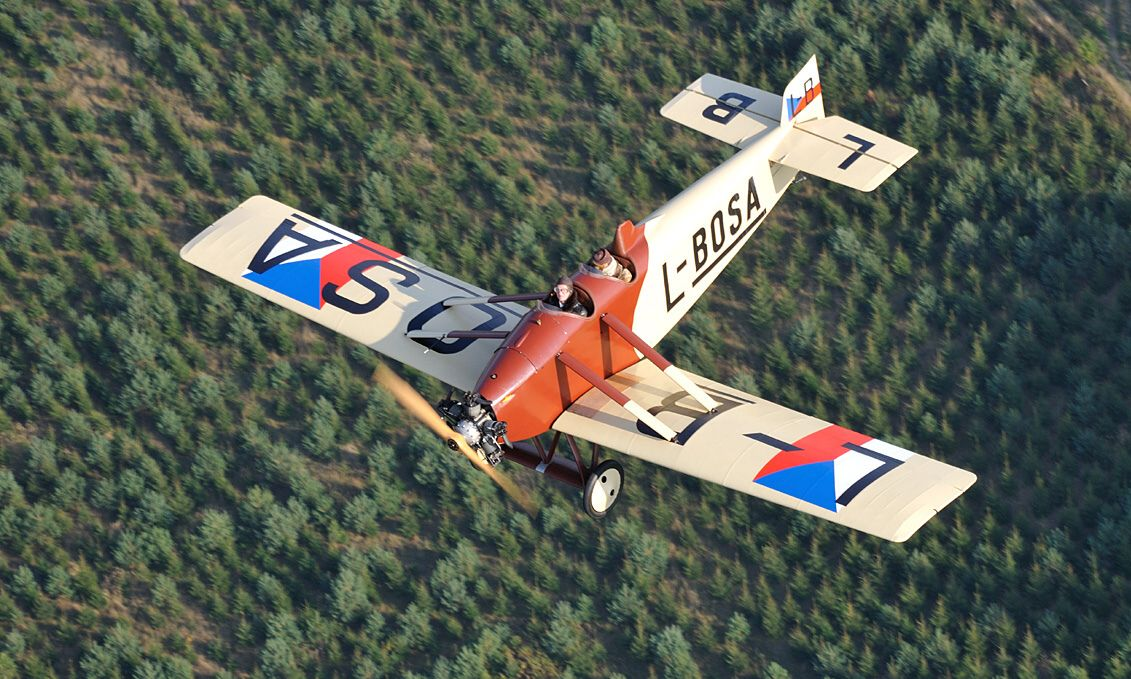
Avia BH-5 (replika)
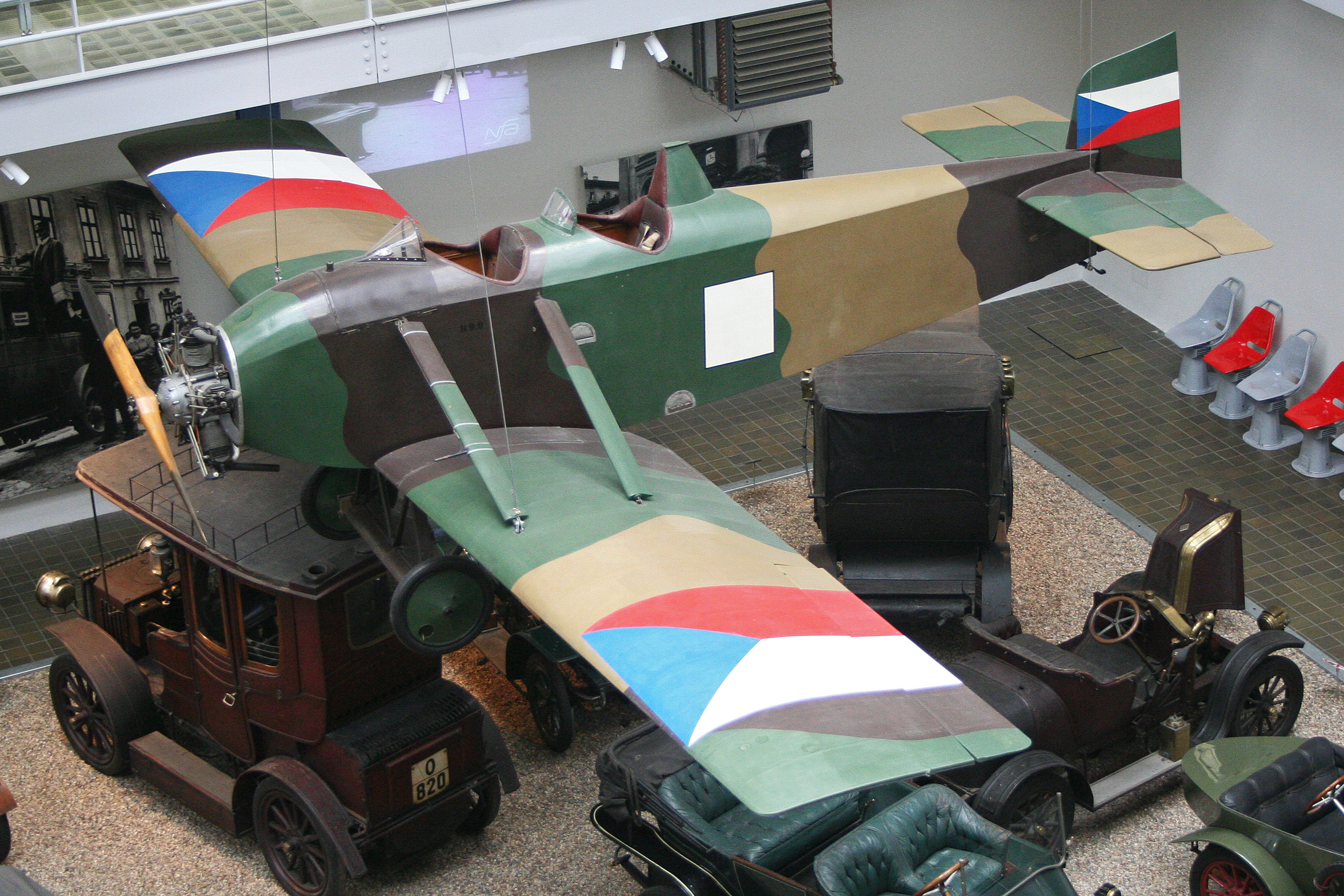
Avia BH-9
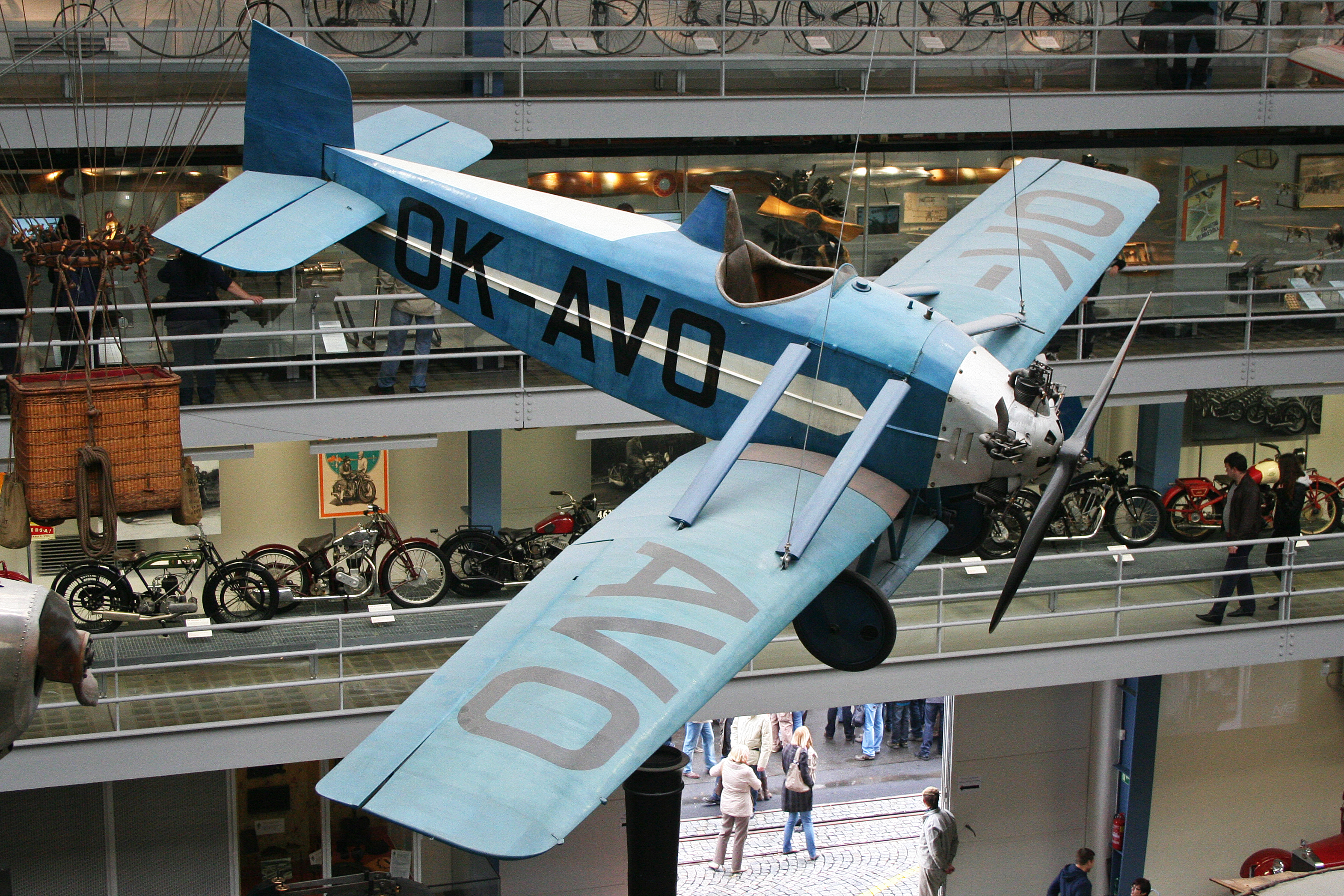
Avia BH-10
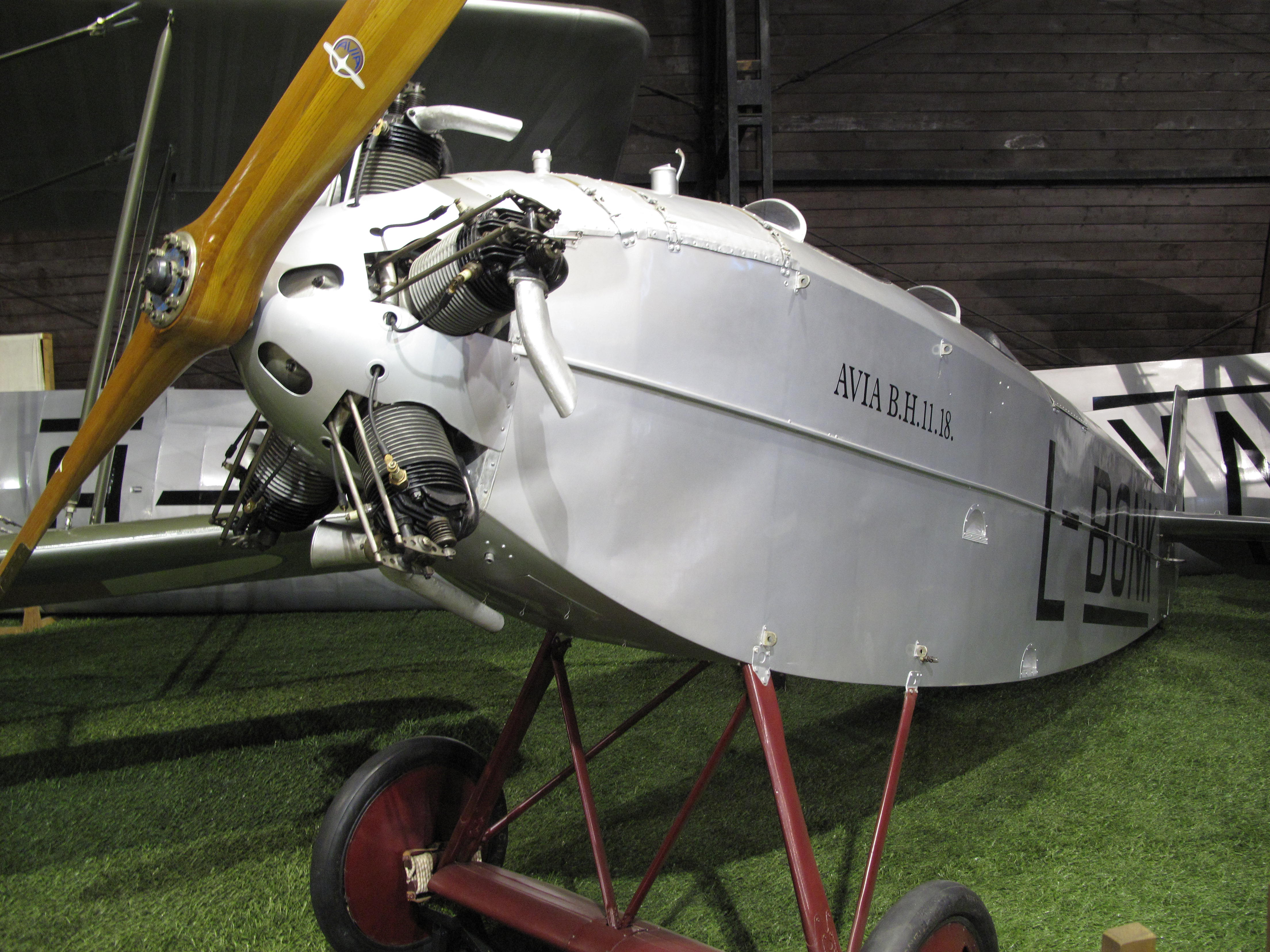
Avia BH-11, Letecké muzeum Kbely
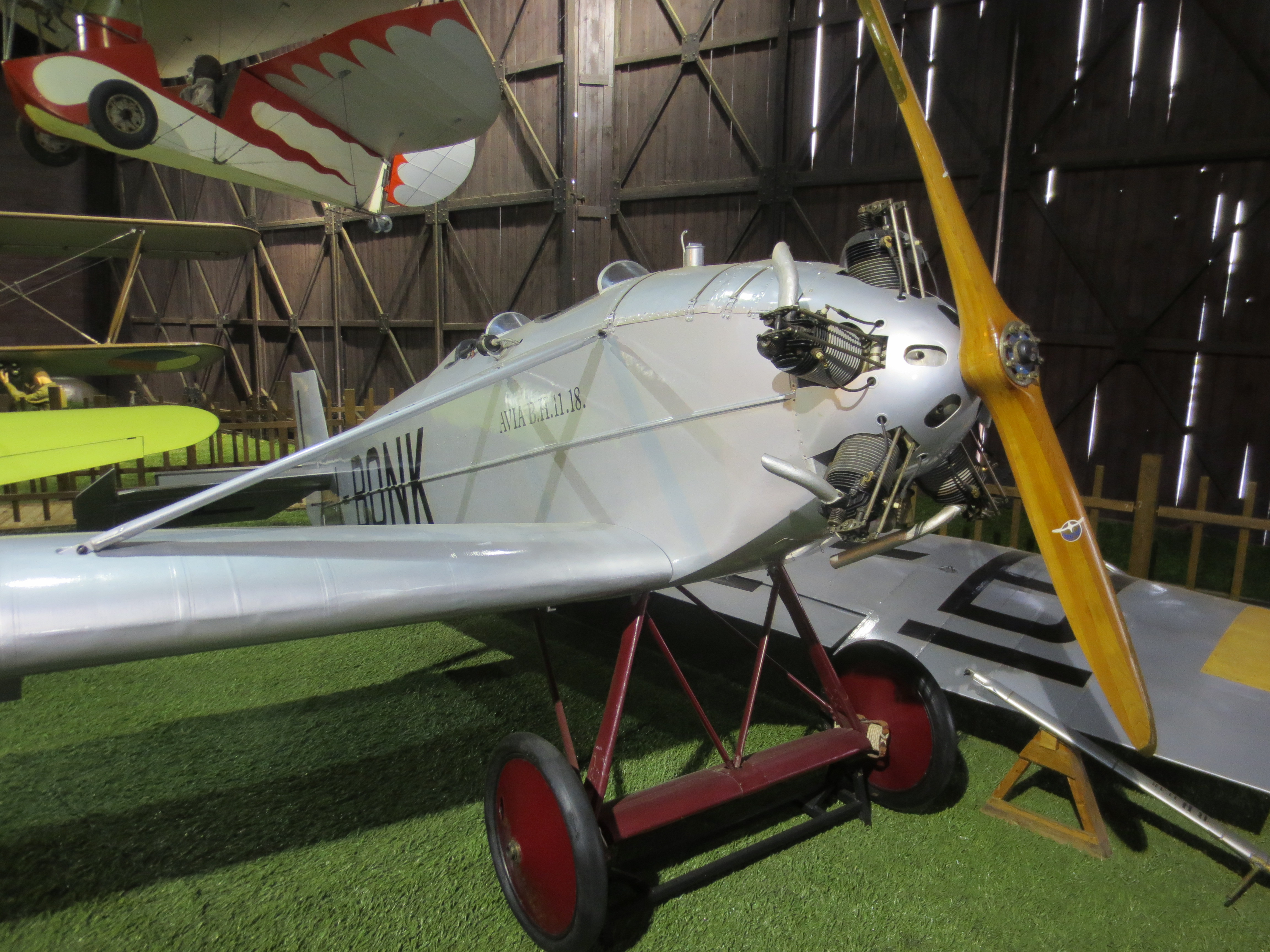
Avia BH-11 s motorem Walter NZ-60
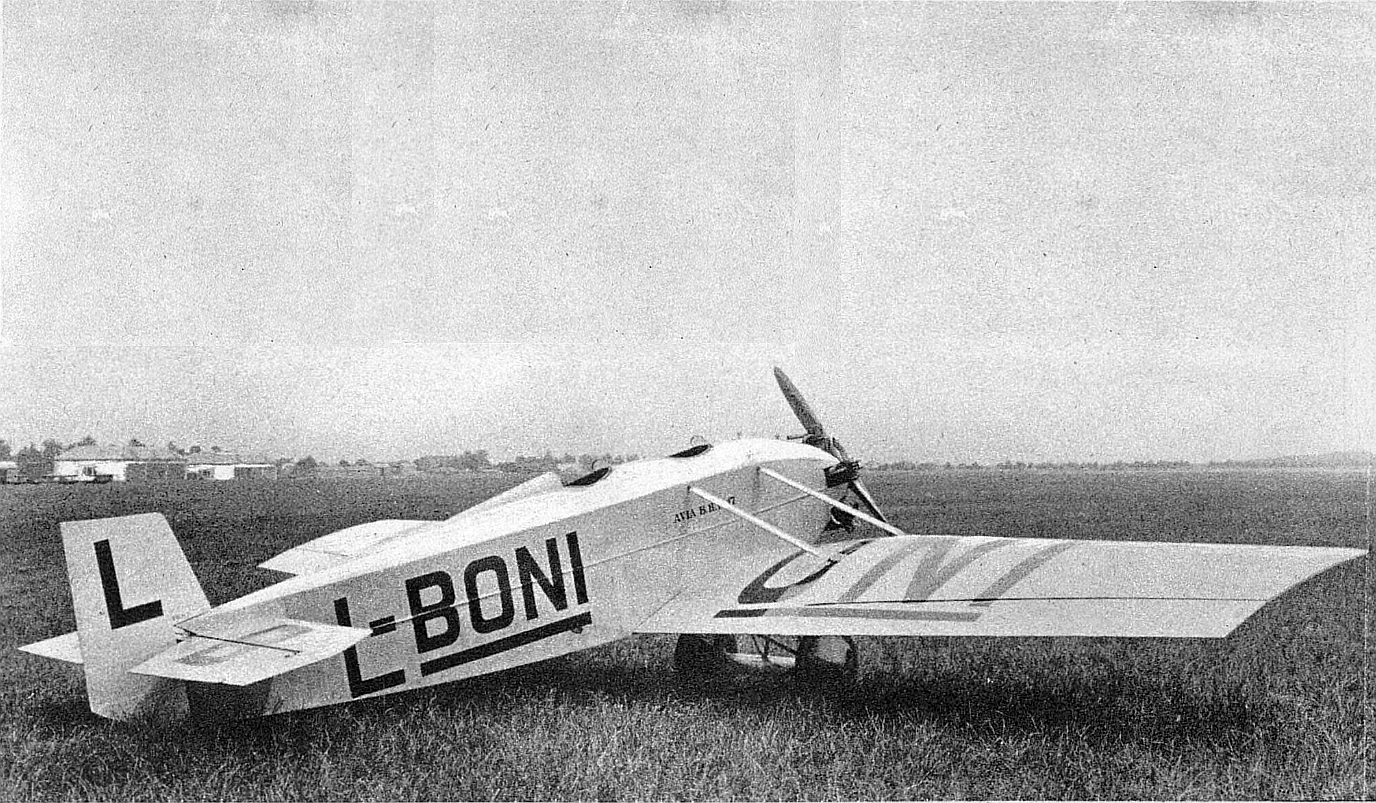
Avia BH-11 (L-BONI) s motorem Walter NZ-60, vítěz Coppa d'Italia, pilot Václav Bican (1926)
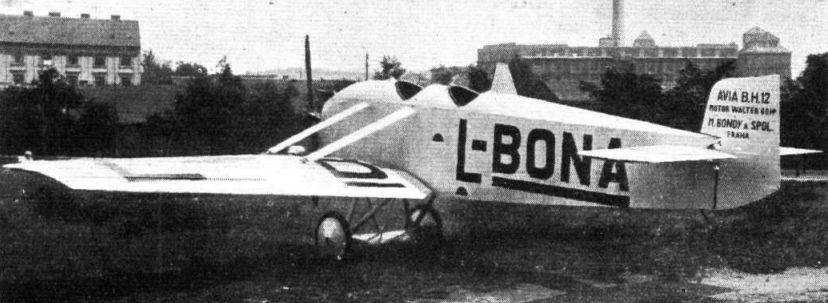
Avia BH-12 (L-BONA, 1924)
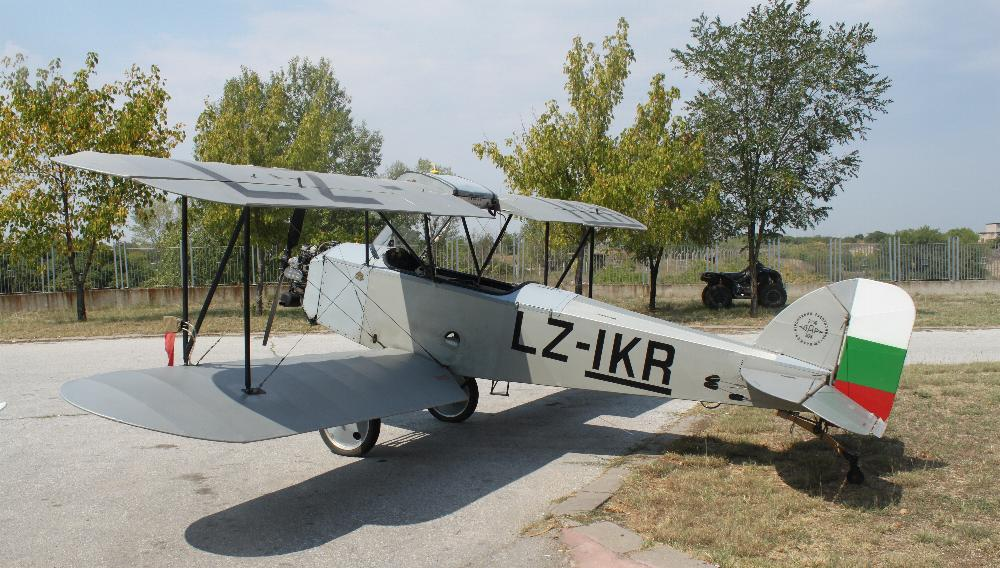
DAR 1 (1926)
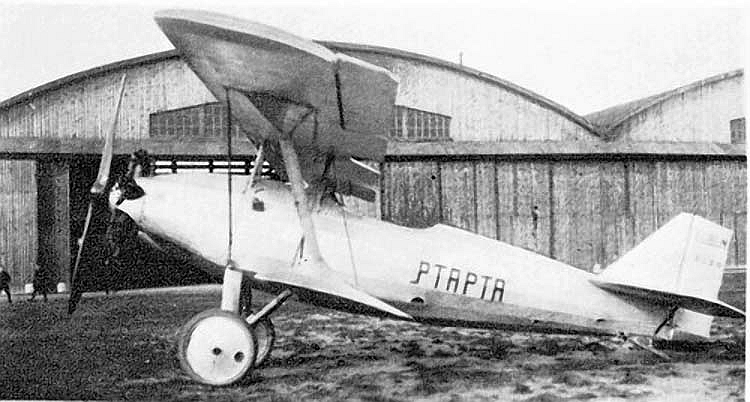
DUS-III Ptapta (1929)
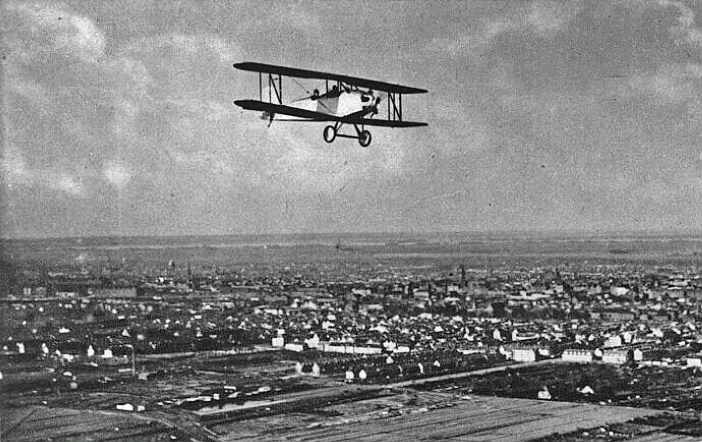
Focke-Wulf S24a Kiebitz a Walter NZ-60
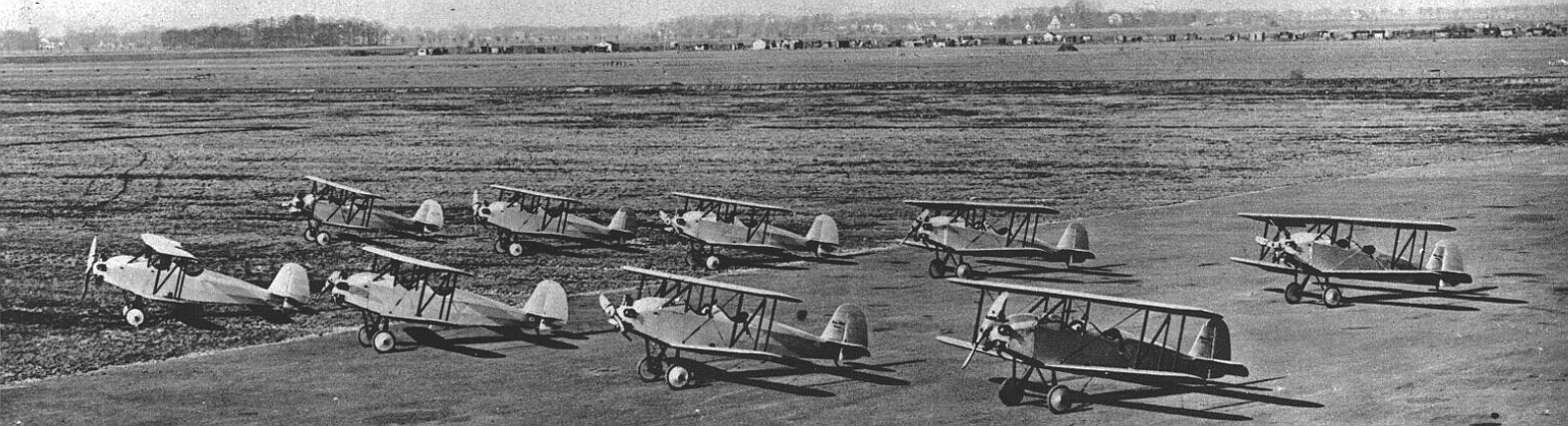
Letka letadel Focke-Wulf S24a Kiebitz s motory Walter NZ-60
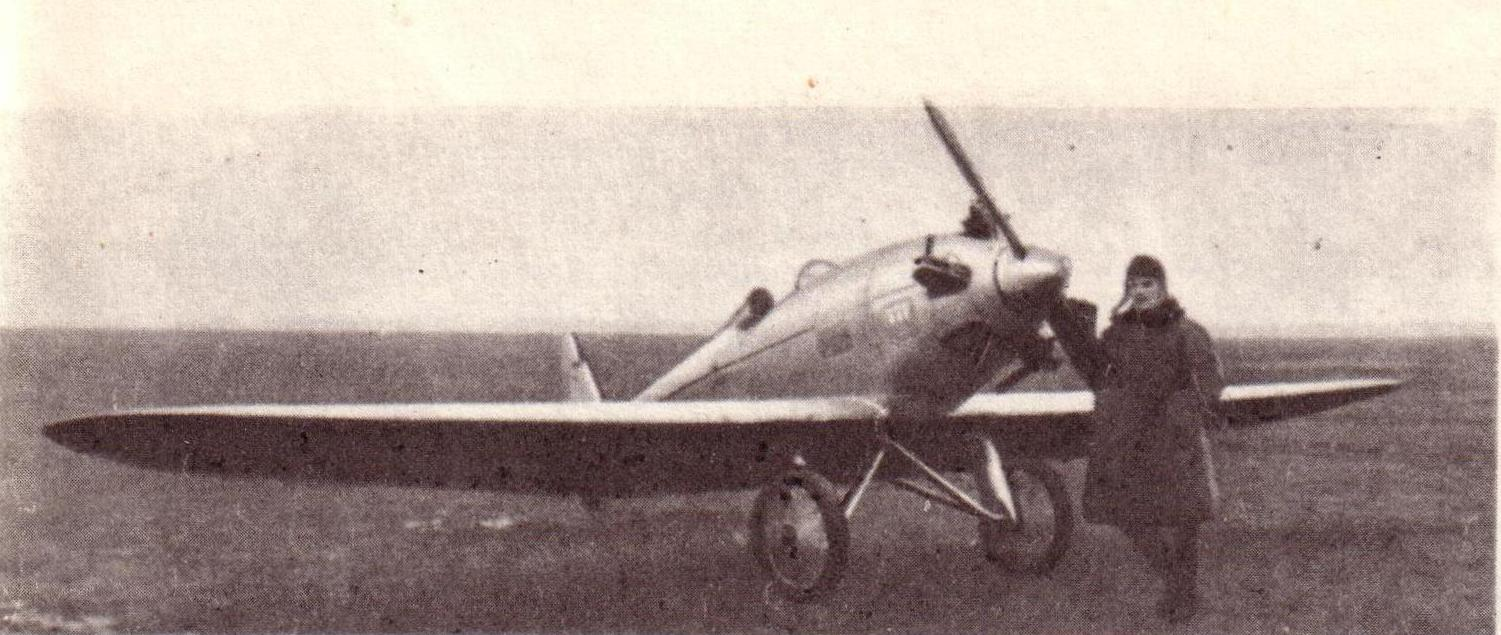
Gribovskij G-8 (1932)
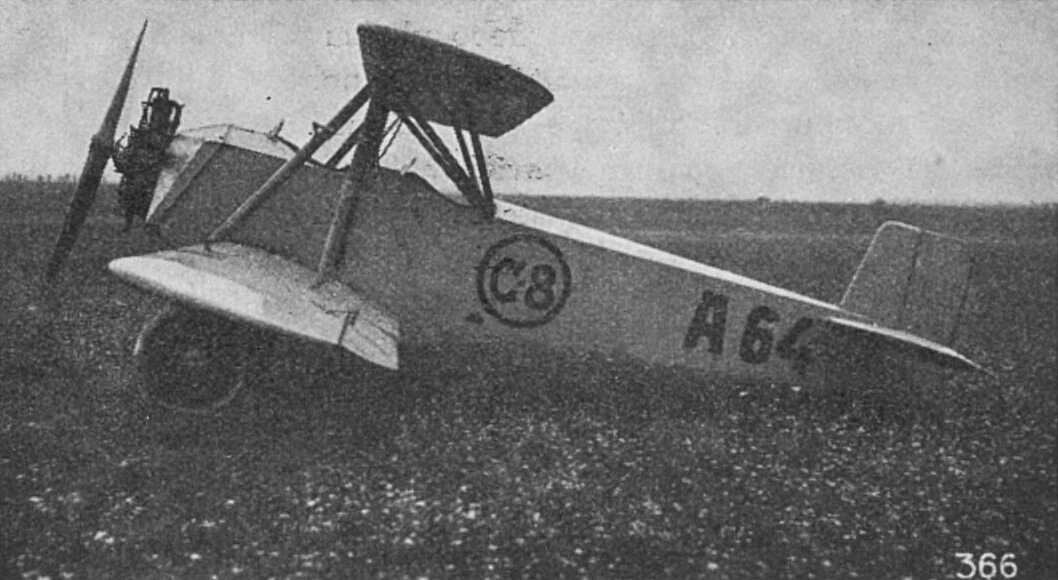
Sportovní letoun Guritzer van Nes A.III s motorem Walter NZ-70 (1929)
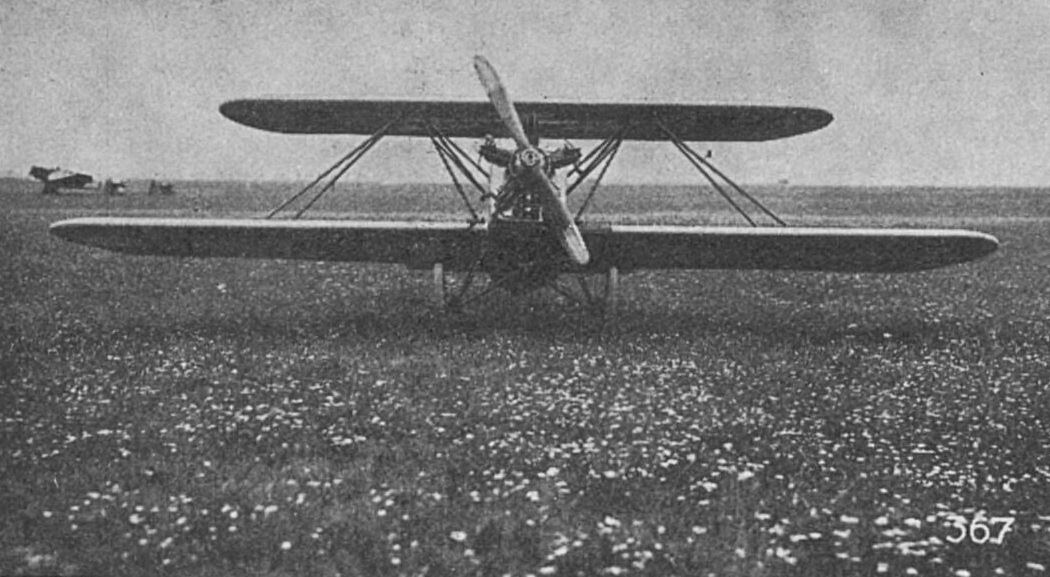
Sportovní letoun Guritzer van Nes A.III s motorem Walter NZ-70 (1929)
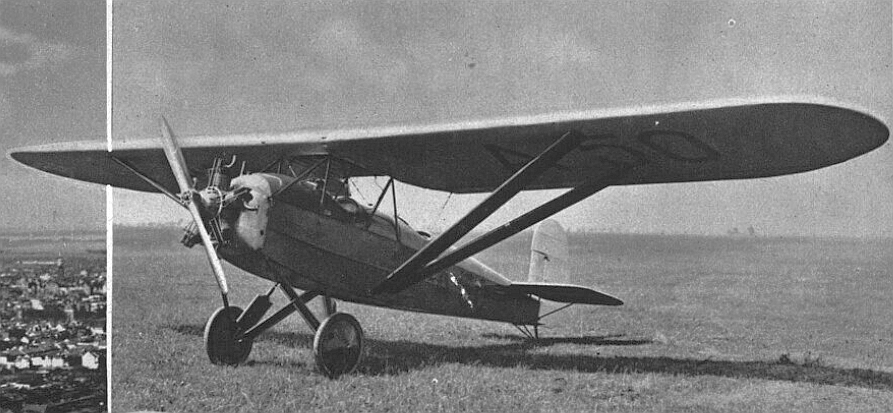
Hopfner HS-52/8 a Walter NZ-60
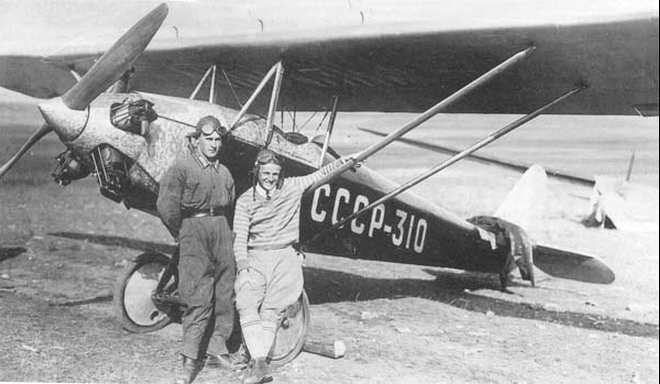
Jakovlev AIR-3 (1929)
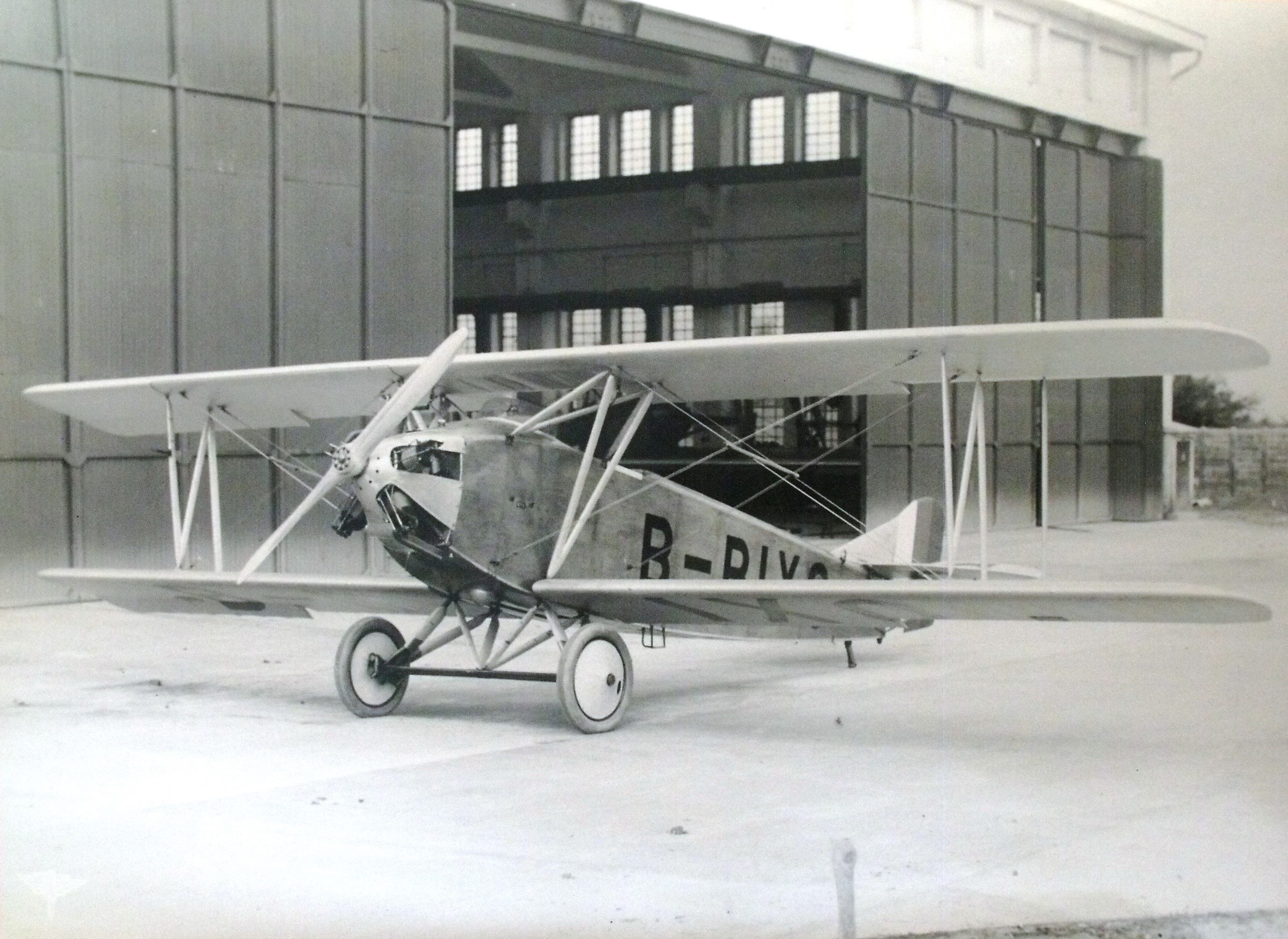
Letov Š-18
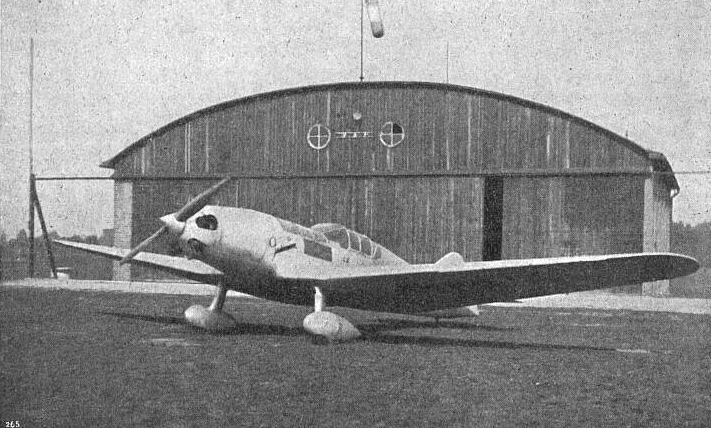
Lonek L-8 a Walter NZ-60 (1934)
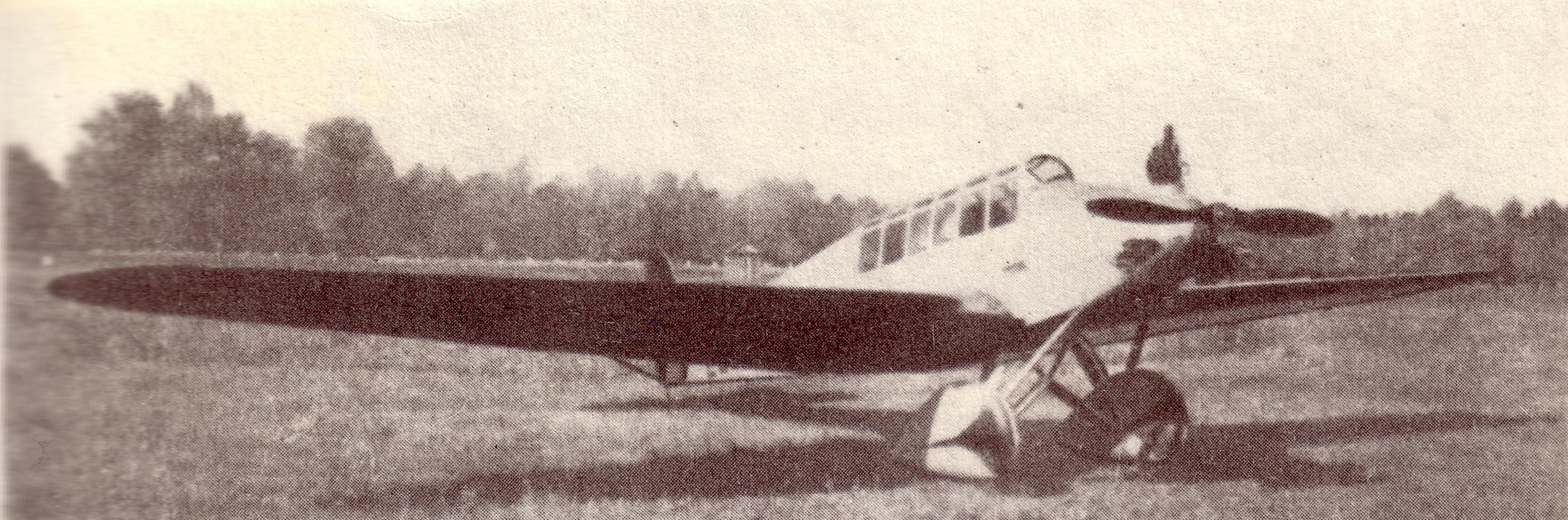
Omega (1933)
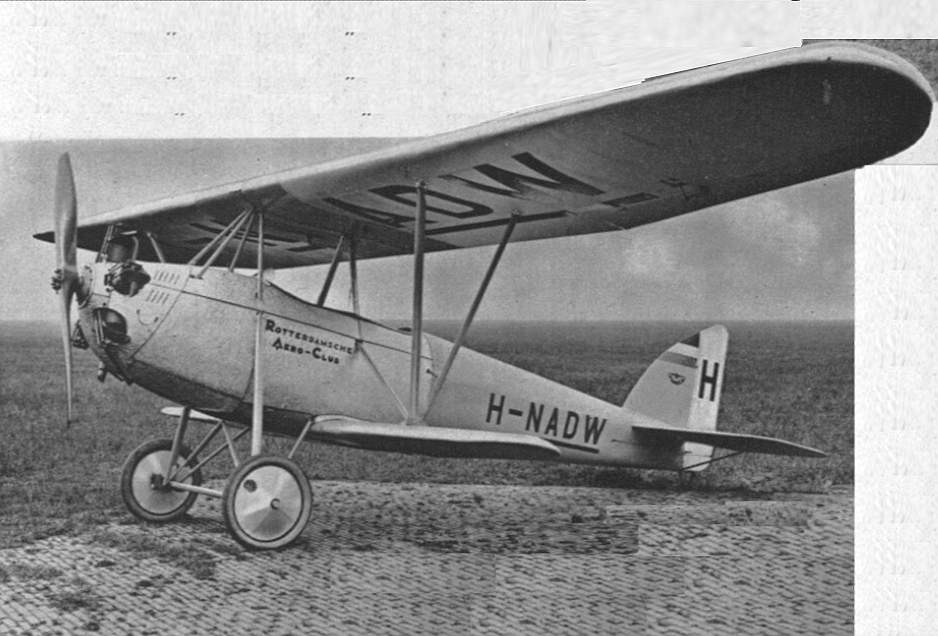
Pander EC60 a Walter NZ-60
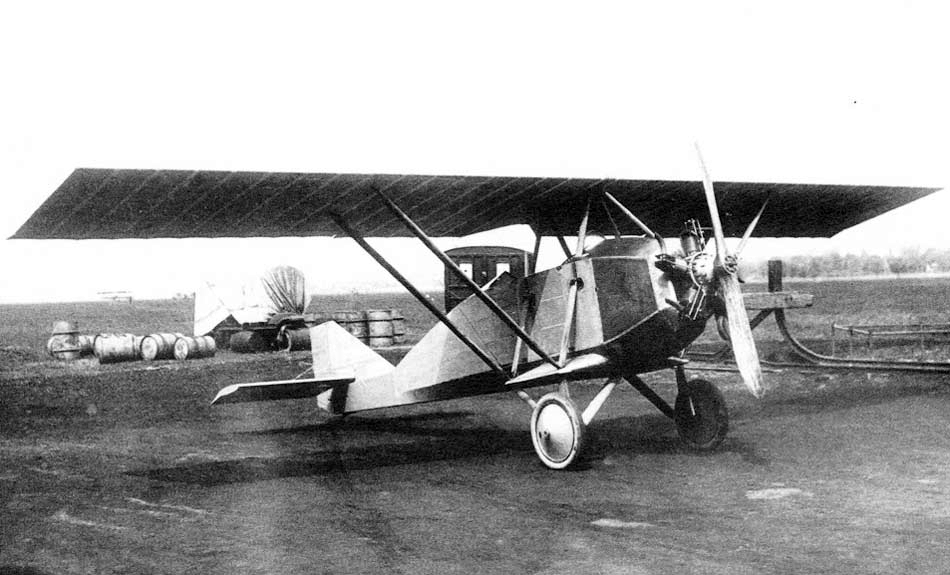
PWS 3B a Walter NZ-60